# Ingrid Wolff
Ingrid Imelda Wolff (Den Haag, 17 februari 1964) is een Nederlands voormalig hockeyspeelster. Ze nam tweemaal deel aan de Olympische Spelen en won hierbij één medaille.
Wolff speelde voor de Amsterdamsche Hockey & Bandy Club. In 1987 werd ze met het Nederlands team Europees kampioen en in 1990 wereldkampioen. Ze maakte deel uit van de selectie voor de Olympische Zomerspelen in 1988 waar een bronzen medaille behaald werd. In 1992 werd Nederland zesde.
Willemien Aardenburg · 
Carina Benninga · 
Det de Beus · 
Marjolein Bolhuis-Eijsvogel · 
Yvonne Buter · 
Marieke van Doorn · 
Annemieke Fokke · 
Noor Holsboer · 
Lisanne Lejeune · 
Helen Lejeune-van der Ben · 
Aletta van Manen · 
Anneloes Nieuwenhuizen · 
Martine Ohr · 
Sophie von Weiler · 
Laurien Willemse · 
Ingrid Wolff ·
Coach: Gijs van Heumen
Carina Benninga · 
Carina Bleeker · 
Annemieke Fokke · 
Noor Holsboer · 
Danielle Koenen · 
Helen Lejeune-van der Ben · 
Jeannette Lewin · 
Caroline van Nieuwenhuyze-Leenders · 
Martine Ohr · 
Wietske de Ruiter · 
Florentine Steenberghe · 
Carole Thate · 
Jacqueline Toxopeus · 
Cécile Vinke · 
Ingrid Wolff · 
Mieketine Wouters ·
Coach: Roelant Oltmans